# غارب

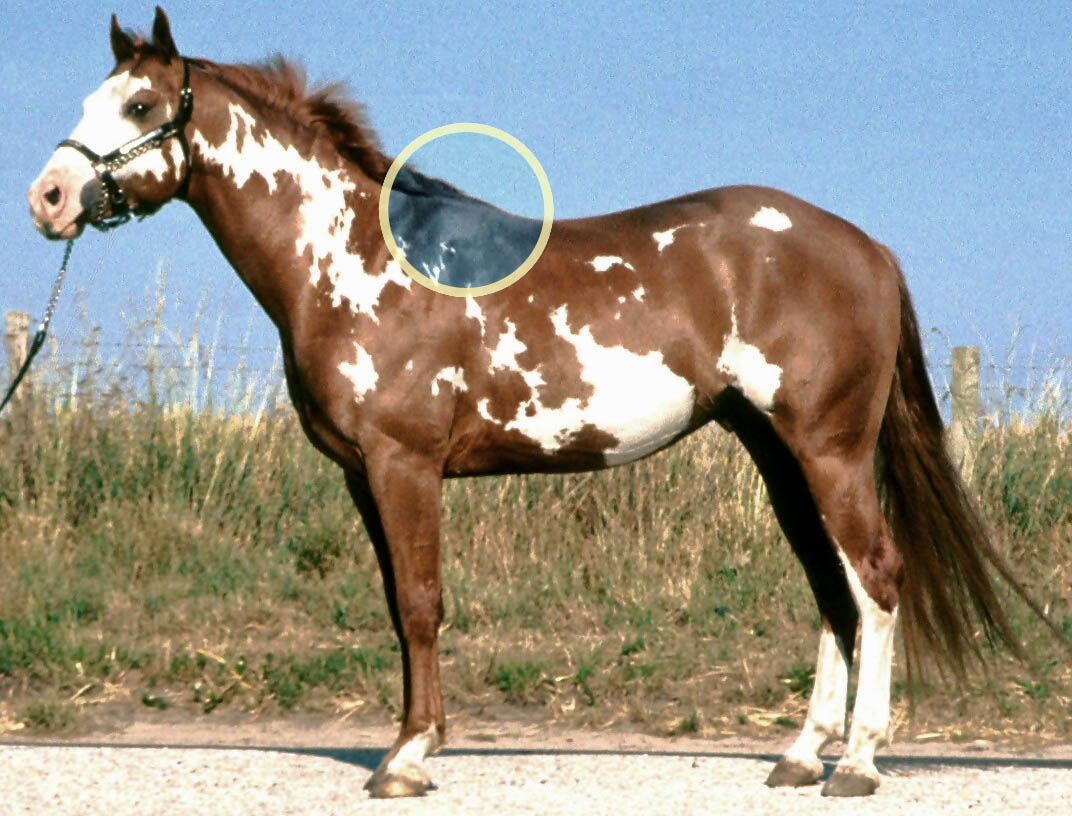
موقع الغارب في الحصان

الغارِب أو الحارك (بالإنجليزية: Withers)‏ هي قِمة أو نتوء بين عظام الكتف للثديات التي تمشي على أربع. في كثير من الأنواع هو أطول نُقطة من الجسم، ومكان قياس الارتفاع للخيول والكلاب (في المقابل، يتم قياس الماشية عادة في الجزء العلوي من الوركين).
يُسمى أيضا الحارِك، وهو ما بين العُنق والصهوة في الدواب، أي أعلى الكاهل، أي مُقَدَّم أعلى الظهر مما يلي العنق.
الغارب هو الكاهل، وهو ما بين الظهر والعنق. والغارب من البعير هو ما بين السَّنام والعُنق.

## الأحصنة
يتشكل الغاربُ في الحصان من العمود الفقري الظهري من الفقرة 3 إلى الفقرة 11 من الفقرات الصدرية (في الغالب تمتلك الأحصنة 18 حلقة صدرية). يختف طول الغارب من حصان لآخر حيث من الممكن أن يبلغ طوله أكثر من 30 سم (12 إنش).
يُعتبر الغارب نُقطة قِياس لطول الحصان كون الغارب ثابت في مَكانِه. حيثُ يبلُغ طول الغارب في خيول ثوروبريد (163 سم، 64 إنش) وحصان السيسي (147 سم، 58 إنش). لغارب الحصان أهمية كبيرة في الحكم على قوة الحصان وخاصة أحصنة السباق، فكلما كان الغارب أطول كانت قوة صهوة الحصان أقوى. والحصان العربي يُستحب أن يكون الغارب حاداً وصلباً، فكلما كان أكثر صلابة وأقل دهناً زادت قوته وأصالته.

## الكلاب
في الكلاب يستعمل الغارب لتحديد قوة قفز الكلاب وخاصة لكلاب الرياضة. وهي عامل حاسِم لتحديد موافقة الكلب لمعايير العرض عالية الجودة لسلالة ما.

## الحمار الوحشي
حمير الوحش تملك غارب قصير جداً مما يجعل من الصعب إبقاء السرج في مكانِه.

## المشاكل الطبية
ويُسمى التهاب الأجربة (جراب زليلي) في هذه المنطقة ناسور غارب الحصان.

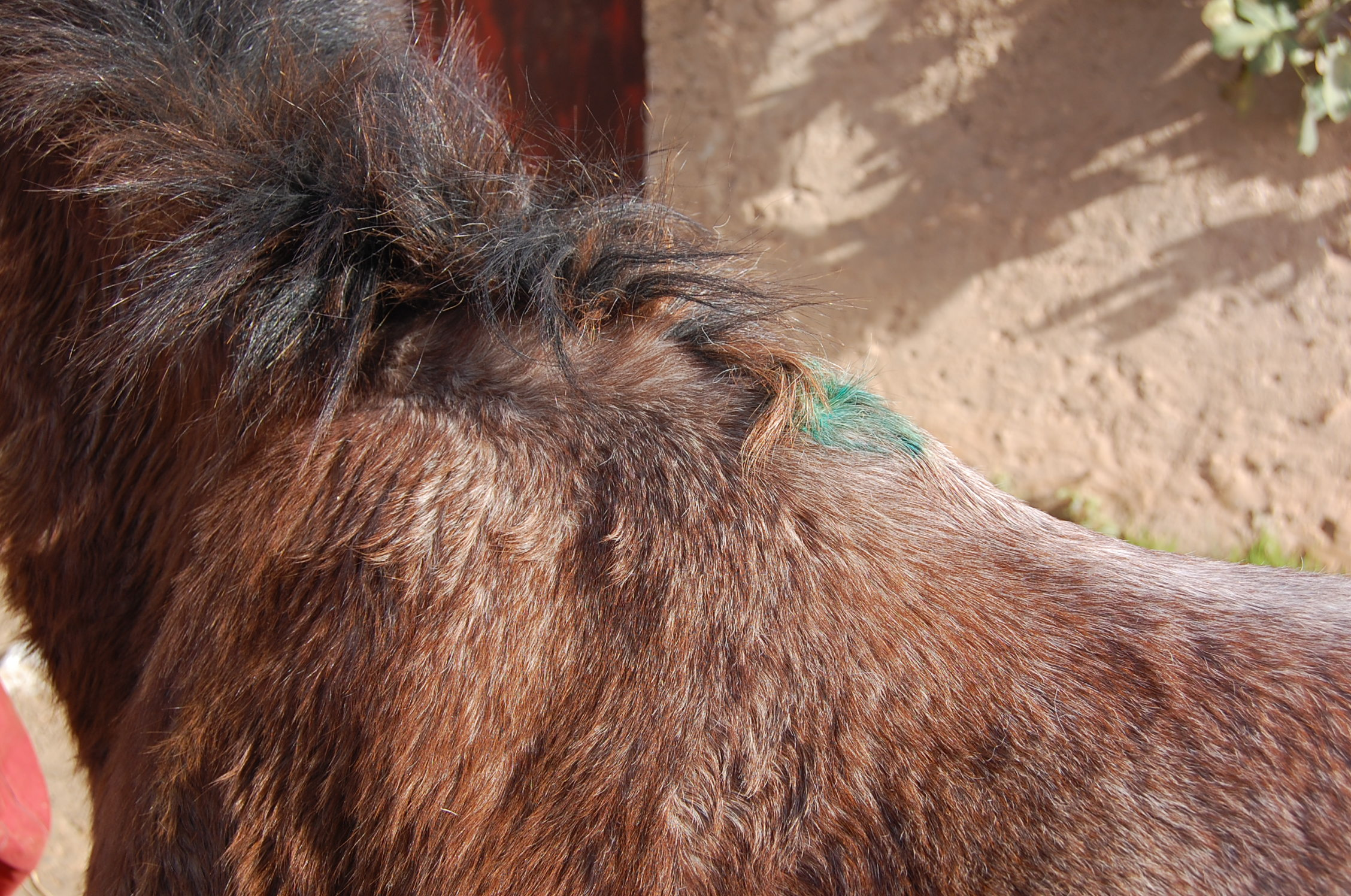
بداية تحسس ليست إلتهاب جراب حتى الآن
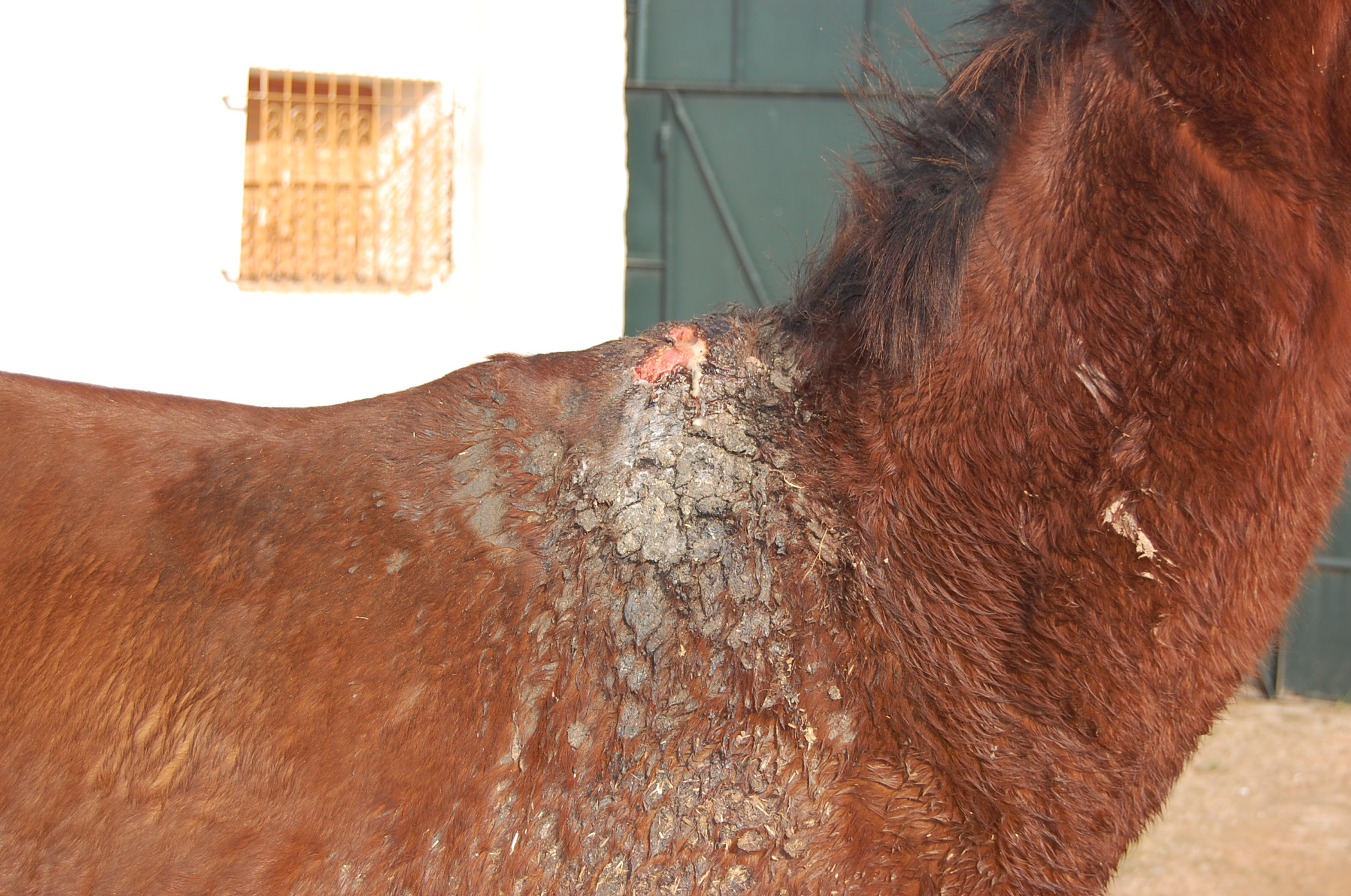
20 يوم مضى على إلتهاب الجراب.
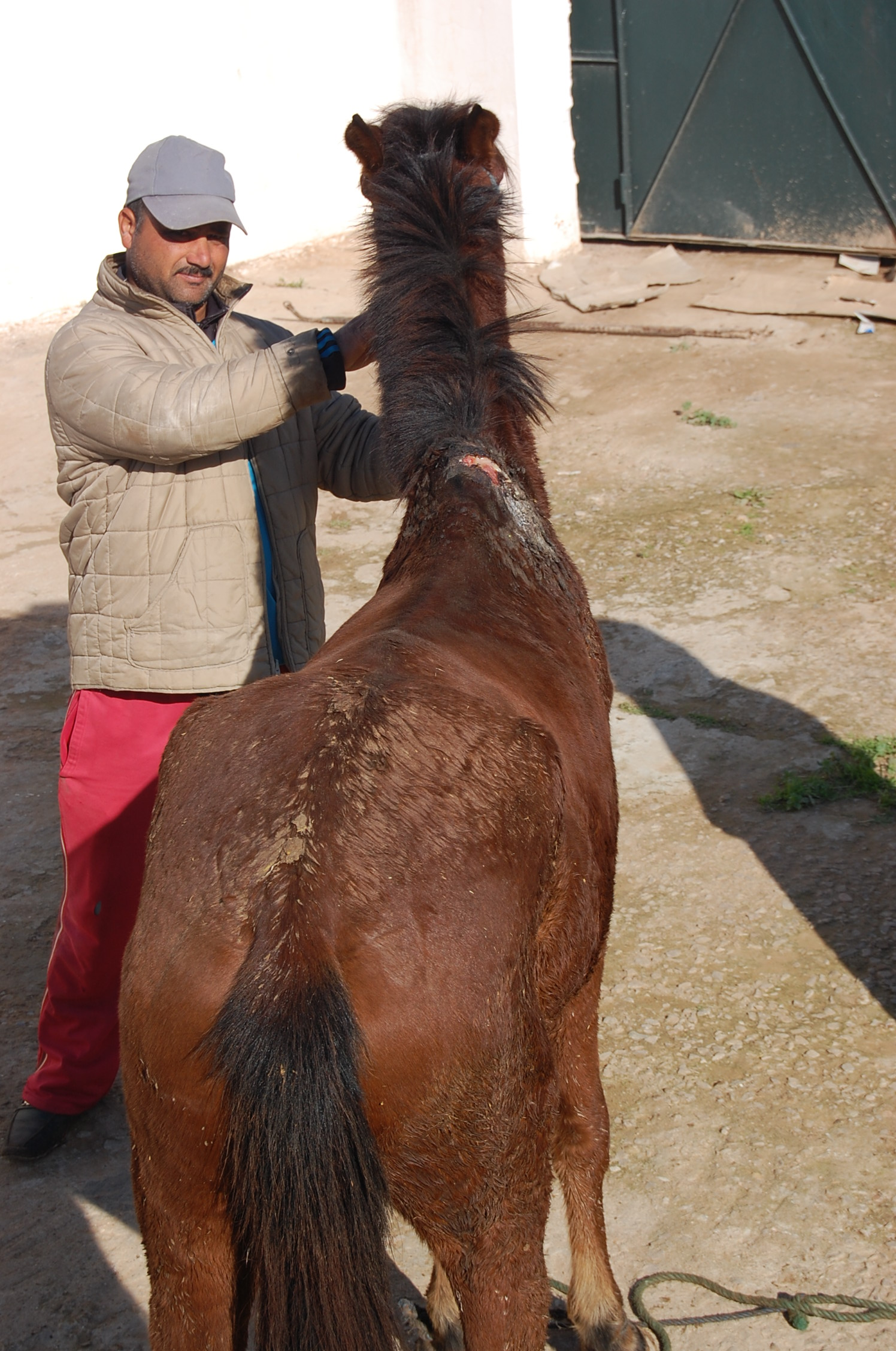
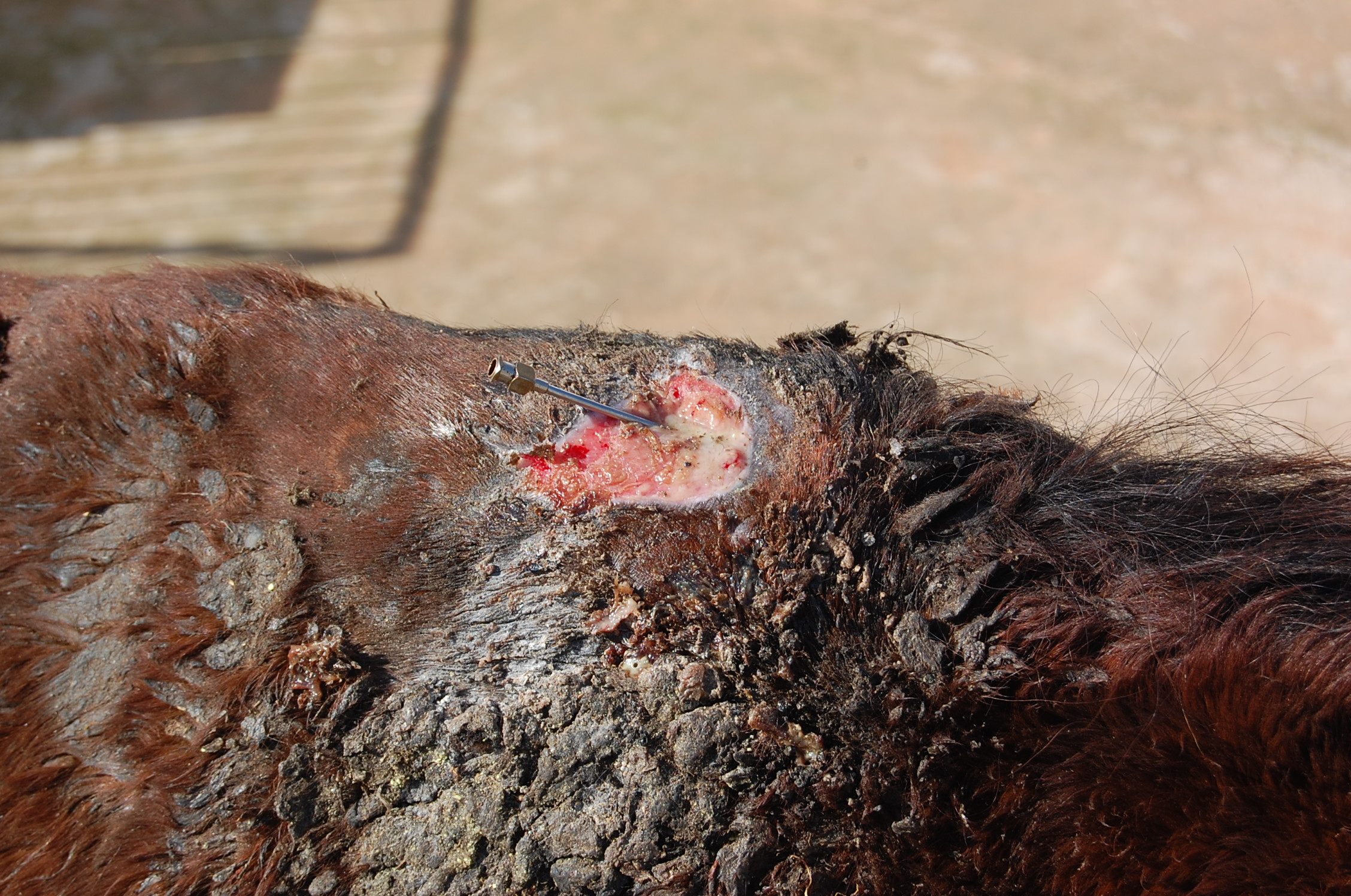
الإستكشاف الأول للإلتهاب
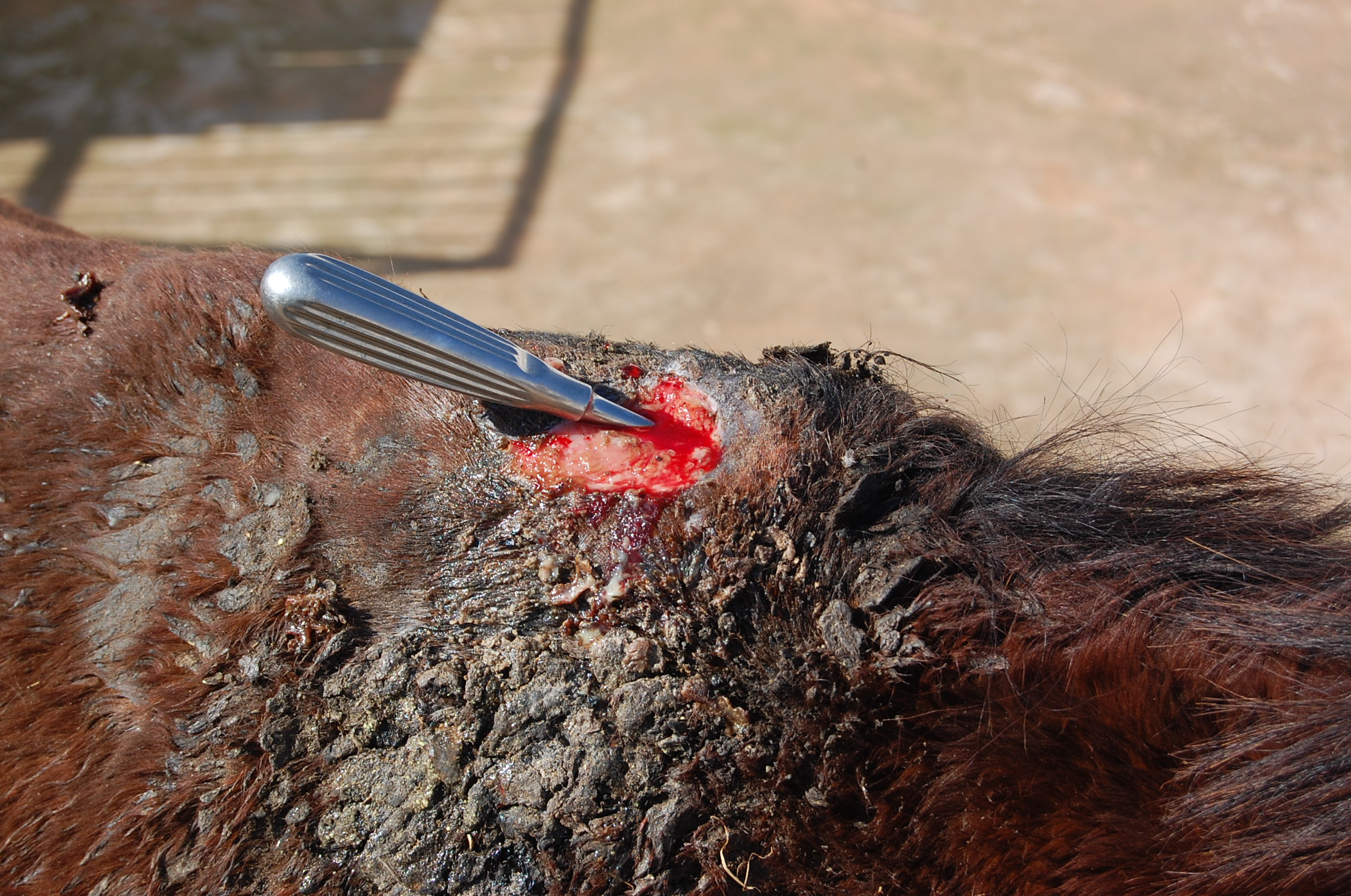
الإلتهاب بعمق 8 سم.